# Singles 1993-2004. Todas sus caras A / Todas sus caras B
Singles 1993-2004. Todas sus caras A / Todas sus caras B es una caja en edición limitada con los 22 sencillos/EPs editados por la banda española Los Planetas entre 1993 y 2005. Cada sencillo se presenta en edición cdsingle individualizado en una portada de cartón que reproduce la edición original (con modificaciones en algunos casos puntuales).
La caja álbum alcanzó el puesto número 74 en la lista de ventas española.
El 30 de junio de 2015, Octubre / Sony reedita la caja en edición limitada a 999 copias con motivo del décimo aniversario de la edición de la misma.
El 27 de noviembre de 2015, Octubre / Sony edita una edición limitada a 666 de la caja, que incluye todos los sencillos en vinilo de diez pulgadas de color verde, excepto Los Planetas se disuelven (este último se encuentra en formato especial CD debido a la limitación temporal del formato vinilo).
Estas reediciones no cuentan con el visto bueno de la banda que declara que "la compañía discográfica no ha consultado ni hecho partícipe a Los Planetas de ninguna de estas ediciones y en ambos casos el proceso de creación de estos nuevos materiales se ha llevado a cabo totalmente al margen del control de calidad que el grupo granadino aplica siempre a toda su discografía oficial".

## Lista de canciones
01 Medusa ep
1. Pegado a ti 02:36
2. Mi hermana pequeña 03:52
3. El centro del cerebro 03:12
4. Cada vez 03:58

02 Brigitte
1. Brigitte 02:45
2. Si está bien 03:23

03 Qué puedo hacer
1. Qué puedo hacer 03:06
2. Espiral (demo) 03:50
3. Rey Sombra (mix 2) 04:28

04 Nuevas sensaciones
1. Nuevas sensaciones 2:46
2. La casa 4:32
3. Desorden (mix 2) 3:59

05 Himno generacional #83
1. Himno generacional #83 2:10
2. Prefiero bollitos 5:40
3. Manchas solares 3:43

06 David y Claudia
1. David y Claudia 2:03
2. La verdadera historia 4:22

07 Punk
1. Punk 01:28
2. Cielo del norte 04:02
3. Vuelve la canción protesta 03:38
4. Nueva visita a la casa 05:29

08 Segundo premio
1. Segundo premio (radio edit) 04:47
2. Algunos amigos 03:48

09 Cumpleaños total
1. Cumpleaños total 3:07
2. Sin título (demo) 5:45

10 La playa
1. La playa 04:01
2. El coleccionista 04:41

11 ¡Dios existe! El rollo mesiánico de Los Planetas
1. () 01:00
2. Prueba esto 03:28
3. Un día en las carreras de coches 04:24
4. Mejor que muerto 07:34
5. La guerra de las galaxias 05:57

12 Vas a verme por la tele
1. Vas a verme por la tele 04:35
2. Canción del científico triste 03:56
3. Hielo 05:31

13 Un buen día
1. Un buen día 03:48
2. Todo lo de hoy 04:32

14 Santos que yo te pinte
1. Santos que yo te pinte 4:41
2. Yo maté al A&R de Sony 6:14
3. Cáncer 5:11
4. Santos que yo te pinte 5:02

15 Maniobra de evasión
1. Maniobra de evasión 3:49
2. De viaje (directo) 4:28
3. Desorden (directo) 3:42
4. La guerra de las galaxias (directo) 5:41
5. Toxicosmos (directo) 8:42

16 Corrientes circulares en el tiempo
1. Corrientes circulares en el tiempo 4:38
2. Nosotros somos los terroristas 6:01

17 Pesadilla en el parque de atracciones
1. Pesadilla en el parque de atracciones 2:25
2. Política celestial 4:27

18 El espíritu de la Navidad
1. El espíritu de la Navidad 2:38
2. Que me olvide de ti 11:15

19 El artista madridista
1. El artista madridista 4:42
2. Rock chino 6:25

20 Los Planetas se disuelven
1. Safari psicodélico 01:39
2. Doble cero 06:39
3. El La oscuro de la Fuerza 32:19
4. Experimentos con gaseosa 02:51

21 Y además es imposible
1. Y además es imposible 3:46
2. Vuelve el rock mesiánico 05:51
3. Un metro cuadrado 03:08

22 No ardieras
1. No ardieras 03:16
2. No sé ni cómo te atreves 03:07

Ilustraciones y diseño gráfico: Javier Aramburu.